# Verruga plana
La verruga plana (en latín: verruca plana), es una pápula bien demarcada, rojiza parda o color carne, ligeramente elevada, de superficie plana, de 2 a 5 mm de diámetro. Estas lesiones tienen una superficie "finamente verrugosa." Muy frecuentemente, esas lesiones afectan las manos y/o cara, y su aparición grupal en línea no es infrecuente.
Las verrugas planas es otra manifestación del virus del papiloma humano y suele presentarse en adolescentes, de allí que se conocen también como verrugas juveniles. 
Hay múltiples tratamientos para estas verrugas como son: la aplicación de una crema de ácido retinoico al 0.1%, la criocirugía, la aplicación de ácido tricloroacético al 30%.